# Bruchophagus
Bruchophagus är ett släkte av steklar som beskrevs av William Harris Ashmead 1888. Bruchophagus ingår i familjen kragglanssteklar.

## Dottertaxa tillBruchophagus, i alfabetisk ordning[1][2]
- Bruchophagus abnormis
- Bruchophagus acaciae
- Bruchophagus albivena
- Bruchophagus annamalaicus
- Bruchophagus apoorvus
- Bruchophagus astragali
- Bruchophagus ater
- Bruchophagus beijingensis
- Bruchophagus binotatus
- Bruchophagus borealis
- Bruchophagus brachyscelidis
- Bruchophagus brasiliensis
- Bruchophagus brevipetiolatus
- Bruchophagus bruchophagoides
- Bruchophagus capitaticornis
- Bruchophagus cecili
- Bruchophagus chauceri
- Bruchophagus ciriventris
- Bruchophagus clelandi
- Bruchophagus coluteae
- Bruchophagus cylindricus
- Bruchophagus davidi
- Bruchophagus dorycnii
- Bruchophagus eleuther
- Bruchophagus fellis
- Bruchophagus filisilvae
- Bruchophagus gibbus
- Bruchophagus glycyrrhizae
- Bruchophagus grassius
- Bruchophagus grewiae
- Bruchophagus grisselli
- Bruchophagus haydni
- Bruchophagus hedysari
- Bruchophagus hippocrepidis
- Bruchophagus houardi
- Bruchophagus houstoniai
- Bruchophagus huangchei
- Bruchophagus incrassatus
- Bruchophagus indigoferae
- Bruchophagus interior
- Bruchophagus intermedius
- Bruchophagus justitia
- Bruchophagus kononovae
- Bruchophagus luteobasis
- Bruchophagus lyubai
- Bruchophagus macronycis
- Bruchophagus maeterlincki
- Bruchophagus mandelai
- Bruchophagus manii
- Bruchophagus maurus
- Bruchophagus medicaginis
- Bruchophagus mellipes
- Bruchophagus mexicanus
- Bruchophagus microphtholmus
- Bruchophagus micropthalmus
- Bruchophagus mongolicus
- Bruchophagus muli
- Bruchophagus murrayi
- Bruchophagus mutabilis
- Bruchophagus natheni
- Bruchophagus neepalensis
- Bruchophagus negriensis
- Bruchophagus niger
- Bruchophagus nigrinotatus
- Bruchophagus noctua
- Bruchophagus noyesi
- Bruchophagus ollenbachi
- Bruchophagus ononis
- Bruchophagus opus
- Bruchophagus orarius
- Bruchophagus oxytropidis
- Bruchophagus peethavarnus
- Bruchophagus pidytes
- Bruchophagus platypterus
- Bruchophagus prathiaegus
- Bruchophagus pseudobeijingensis
- Bruchophagus quadriguttatus
- Bruchophagus queenslandensis
- Bruchophagus quinlani
- Bruchophagus ravola
- Bruchophagus rexus
- Bruchophagus robiniae
- Bruchophagus roddi
- Bruchophagus rostandi
- Bruchophagus saxatilis
- Bruchophagus sculptus
- Bruchophagus secundus
- Bruchophagus sensoriae
- Bruchophagus seravschanicus
- Bruchophagus seyali
- Bruchophagus shonagatrus
- Bruchophagus shonanethrus
- Bruchophagus silvensis
- Bruchophagus smirnoviae
- Bruchophagus sophorae
- Bruchophagus soror
- Bruchophagus spotus
- Bruchophagus squamea
- Bruchophagus striatifemur
- Bruchophagus subsulcatus
- Bruchophagus tagorei
- Bruchophagus tasmanicus
- Bruchophagus tasmaniensis
- Bruchophagus tauricus
- Bruchophagus terrae
- Bruchophagus timaspidis
- Bruchophagus trigonellae
- Bruchophagus vignae
- Bruchophagus virginicus
- Bruchophagus volux
- Bruchophagus vulgaris
- Bruchophagus yasumatsui